# نویسندگان و شاعران بازداشت‌شده خیزش ۱۴۰۱ ایران
نویسندگان و شاعران بازداشت‌شده در خیزش ۱۴۰۱ ایران، گروهی از بازداشت‌شدگان به دست جمهوری اسلامی هستند.

## آغاز موج بازداشت‌ها در خیزش ۱۴۰۱
مأموران امنیتی جمهوری اسلامی از ماه شهریور و در جریان خیزش ۱۴۰۱ ایران شمار قابل توجهی از معترضان، همچون: فعالان نویسنده، دانشگاهی، مدنی، روزنامه‌نگار و هنرمند… را بازداشت کردند.

## برخی از دستگیرشدگان
- مونا برزویی؛ شاعری که به دست نیروهای امنیتی بازداشت شد.[۲۷][۲۸]
- آتفه چهارمحالیان؛ شاعر و عضو پیشین هیئت دبیران کانون نویسندگان ایران که در ۱۱ مهر ۱۴۰۱ به دست نیروهای امنیتی بازداشت شده[۲۷] و در بند ۲۰۹ زندان اوین محبوس شد.[۲۹]
- نوید سیدعلی‌اکبر؛ نویسنده و مترجمی که در ۲۴ مهر ۱۴۰۱ به دست نیروهای امنیتی بازداشت شده و به زندان اوین منتقل شد. مأموران در هنگام بازداشت وی، ضمن تفتیش خانه‌اش شماری از وسایل شخصی و دیجیتالی او و همسرش را با خود بردند.[۳۰] وی یکی از امضاکنندگان «بیانیه دوم گروهی از فعالان ادبیات و هنر کودک و نوجوان» در ایران در واکنش به سرکوب اعتراضات و کشتن نوجوانان است.[۳۰]
- زهرا سواریان؛ شاعر آبادانی که در تجمع اعتراضی آبادان بازداشت شد و در زندان سپیدار حبس شد.[۳۱]
- نصیبه نامی‌فر؛ شاعری که در ۲۹ مهر ۱۴۰۱ در گچساران به دست نیروهای امنیتی دستگیر شده و به مکان نامعلومی منتقل شد.[۳۲]
- سعید هلیچی؛ شاعر و مترجم اهوازی که در شامگاه ۲۷ مهر ۱۴۰۱ با یورش مأموران امنیتی به منزل و با ایجاد رعب و وحشت برای اهالی خانه، تفتیش منزل و ضبط برخی وسایل شخصی‌اش بازداشت شده و به مکانی نامعلوم منتقل گردید. وی پیش‌تر، به دلیل اطلاع‌رسانی و انتشار گزارش‌های تصویری از ساحل‌سازی کارون و کم‌عرض کردن عمدی رودخانه، بارها از سوی نهادهای امنیتی احضار و به بازداشت تهدید شده بود.[۳۳]
- بهروز یاسمی؛ شاعر ایوانی که در ۲۵ مهر ۱۴۰۱ در محل کارش به دست نیروهای امنیتی دستگیر شده و به زندان اوین برده شد.[۳۴]
- ماندانا صادقی؛ شاعر و خبرنگار آبادانی که در منزلش بازداشت شده و به مکانی نامعلوم برده شد. او در جریان اعتراضات سراسری ۱۴۰۱ صدای زنان بازداشت‌شده در تجمعات اعتراضی آبادان بود و از طریق حساب‌های کاربری‌اش اطلاع‌رسانی می‌کرد.[۳۵]

- سعیده شفیعی رمان‌نویس و روزنامه‌نگار روز دوم بهمن‌ماه ۱۴۰۱ توسط اطلاعات سپاه بازداشت به زندان اوین منتقل شد [۳۶][۳۷][۳۸] [۳۹][۴۰][۴۱] و با حکم دادگاه انقلاب به چهار سال و نیم زندان محکوم شد.[۴۲] از ۲۸ آبان‌ماه ۱۴۰۲ برای گذراندن دوره محکومیت به زندان اوین رفت. [۴۳][۴۴]

## واکنش‌ها
- بیش از ۵۰۰ نویسنده و هنرمند و کنشگر ایرانی با امضای بیانیه‌ای بازداشت‌شدن آتفه چهارمحالیان را محکوم کرده و خواستار آزادی فوری و بدون قید و شرط او و زندانیان عقیدتی دیگر شدند.[۲۹]
- از میان اساتیدِ شاعر و نویسنده رمان و داستان کوتاه که از دانشگاه به خاطر حمایت از دانشجویان بازداشتی اخراج گردیدند، می‌توان به دکتر ابراهیم سلیمی کوچی نویسنده رمان پاییز پرستوی سفید[۴۵] اشاره کرد.

## آمار کلی
موج بازداشت معترضان با گسترده‌تر شدن دامنه اعتراضات آغاز شد. از سرنوشت بسیاری از بازداشت‌شدگان خیزش ۱۴۰۱ اطلاعات دقیقی در دست نیست؛ ولی بنا به گزارش بعضی منابع رسمی (تا پاییز ۱۴۰۱) علاوه بر زخمی شدن بیش از ۸٫۰۰۰ هزار نفر (آمار فقط یک استان)، دست‌کم ۶۰٫۰۰۰ تن نیز دستگیر شدند.